# جورج دالاس شيرمان
جورج دالاس شيرمان (بالإنجليزية: George Dallas Sherman)‏ هو موزع أمريكي، ولد في 23 أغسطس 1844، وتوفي في 3 نوفمبر 1927.